# Maslinovke
Maslinovke (Oleaceae) su familija cvetnica u redu Lamiales. Ona trenutno obuhvata 26 rodova, jedan od kojih je nedavno izumro. Postojećih 25 rodova obuhvataju Cartrema, koji je ponovo otkriven 2012. godine. Broj vrsta u ovoj porodici se procenjuje na oko 700. Oleaceae se sastoji od žbunja, drveća, i nekoliko lijana. Cvetovi su obično mnogobrojni i veoma mirisni. Familija ima kosmopolitsku distribuciju, u opsegu od subarktičkih do najjužnijih delova Afrike, Australije, i Južne Amerike. Značajni članovi familije Oleaceae su maslina, jasen, jasmin, i nekoliko popularnih ukrasnih biljki uključujući Ligustrum, forsitiju, Chionanthus, i jorgovan.

## Opis

### Listovi
Porodicu karakterišu nasuprotni listovi koji mogu biti jednostavni ili složeni.

### Plod
Plod može biti bobičast i mesnat sa košticom, suvi plod (kapsula) ili plod s krilcem.

## Upotreba
Mnogi članovi porodice su značajni za privredu. Maslina (Olea europaea) je važna zbog ploda i ulja koje se dobija iz njega; jaseni (Fraxinus) se cene zbog tvrdog drva, a forzicija, jorgovan i jasmin su ukrasne biljke.

## Pregled
Tipski rod za Oleaceae je Olea, maslina. Nedavne klasifikacije ne prepoznaju potporodice, ali porodica je podeljena na pet plemena. Posebnost svakog plemena snažno je podržana u molekularnim filogenetskim studijama, ali odnosi među plemenima nisu bili razjašnjeni do 2014. Filogenetsko stablo za Oleaceae je petorazredno i može se predstaviti kao {}.
Glavni centri raznovrsnosti za Oleaceae su u jugoistočnoj Aziji i Australiji. Značajan broj vrsta postoji i u Africi, Kini i Severnoj Americi. U tropskim predelima porodica je zastupljena na raznim staništima, od niske suve šume do planinske oblačne šume. Kod Oleaceae širenje semena gotovo u potpunosti vrše vetar ili životinje. U slučaju da je plod bobica, vrstu uglavnom rasejavaju ptice. Plodovi rasuti vetrom su samare.
Neka starija dela prepoznala su čak 29 rodova u Oleaceae. Danas većina autora prepoznaje najmanje 25, ali ovaj broj će se promeniti, jer se nedavno pokazalo da su neki od ovih rodova polifiletski.
Procene broja vrsta u Oleaceae kretale su se od 600 do 900. Većina razlika u broju vrsta nastaje zbog roda Jasminum u kojem je prihvaćeno bar 200 ili čak 450 vrsta.
Uprkos oskudnosti fosilnih zapisa i netačnosti datiranja molekularnih časovnika, jasno je da su Oleaceae drevna porodica koja je postala široko rasprostranjena rano u svojoj istoriji. Za neke rodove se veruje da su reliktne populacije koje su ostale nepromenjene tokom dužih perioda zbog izolacije koju su nametnule geografske barijere poput područja sa malim uzvišenjima koja odvajaju planinski vrhovi.

## Sistematika

### Rodovi
Sledeći spisak sadrži svih 25 prihvaćenih rodova u nedavnoj reviziji familije iz 2004. godine.
- Pleme Myxopyreae
- Pleme
- Pleme
- Pleme
- Pleme 
  - Podpleme 

  - Podpleme 

  - Podpleme 

  - Podpleme